# Nyugati ostorfa
A nyugati ostorfa (Celtis occidentalis) a rózsavirágúak (Rosales) rendjébe és a kenderfélék (Cannabaceae) családjába tartozó faj. Népi elnevezése: zsidómeggy.
Magyarországon inváziós fajnak számít.

## Elterjedése
Észak-Amerikában őshonos. Európában erdőgazdasági jelentősége alig van, elegyfaként telepítik.

## Megjelenése
25 méteres magasságig megnövő, terebélyes, boltozatos koronájú fa, nagy termetűvé csak jó vízellátású talajon fejlődik. Kérge középszürke, idősebb korában a több éven át növekedő paralécektől rücskösen barázdálttá válik. Vesszője vékony, sötétbarna, rügyei a vesszőtől kissé elállók. Átellenesen szórt állású levelei tagolatlanok, tojásdadok, aszimmetrikusak, 6–12 cm hosszúak, fűrészes szélűek, színi oldaluk középzöld, reszelősen szőrös, fonákuk világosabb. Lombja ősszel citromsárgára színeződik. Virágai aprók, világoszöldek, a levélhónaljakban magányosan fejlődnek. Rövid (1-1,5 cm-es) kocsányú, apró (kevesebb mint 1 cm átmérőjű) csonthéjas terméseinek húsa éretten narancssárga, édes datolyaízű, vastagsága azonban nem éri el az egy millimétert.

## Életmódja
Vízigénye alacsony, jól viseli a szárazságot. A termést madarak és kisemlősök (például a nyestek) terjesztik. Mivel jól bírja a szennyezett városi levegőt, útsorfaként gyakran nagy mennyiségben ültetik. Az ültetett példányok közelében kivadul, ritkán sűrű állományokat is alkot, ahol mély árnyékával megakadályozza más fák természetes felújulását. 

## Felhasználása
Csapadékosabb években hajtásai másfél méteresre is megnőhetnek, melyek pár év elteltével ostornyél készítésére kiválóan alkalmas gallyá vastagodnak. Fája kemény, fehér, rendkívül szívós, a szilre, kőrisre hasonlít, Magyarországon legfeljebb tűzifaként hasznosítják. Termése ehető, datolya-sütőtök ízű, ám a gyümölcshús mennyisége csekély, amiatt sehol sem termesztik.
Magyarországon inváziós fajnak számít, nem ültethető.

## Képek

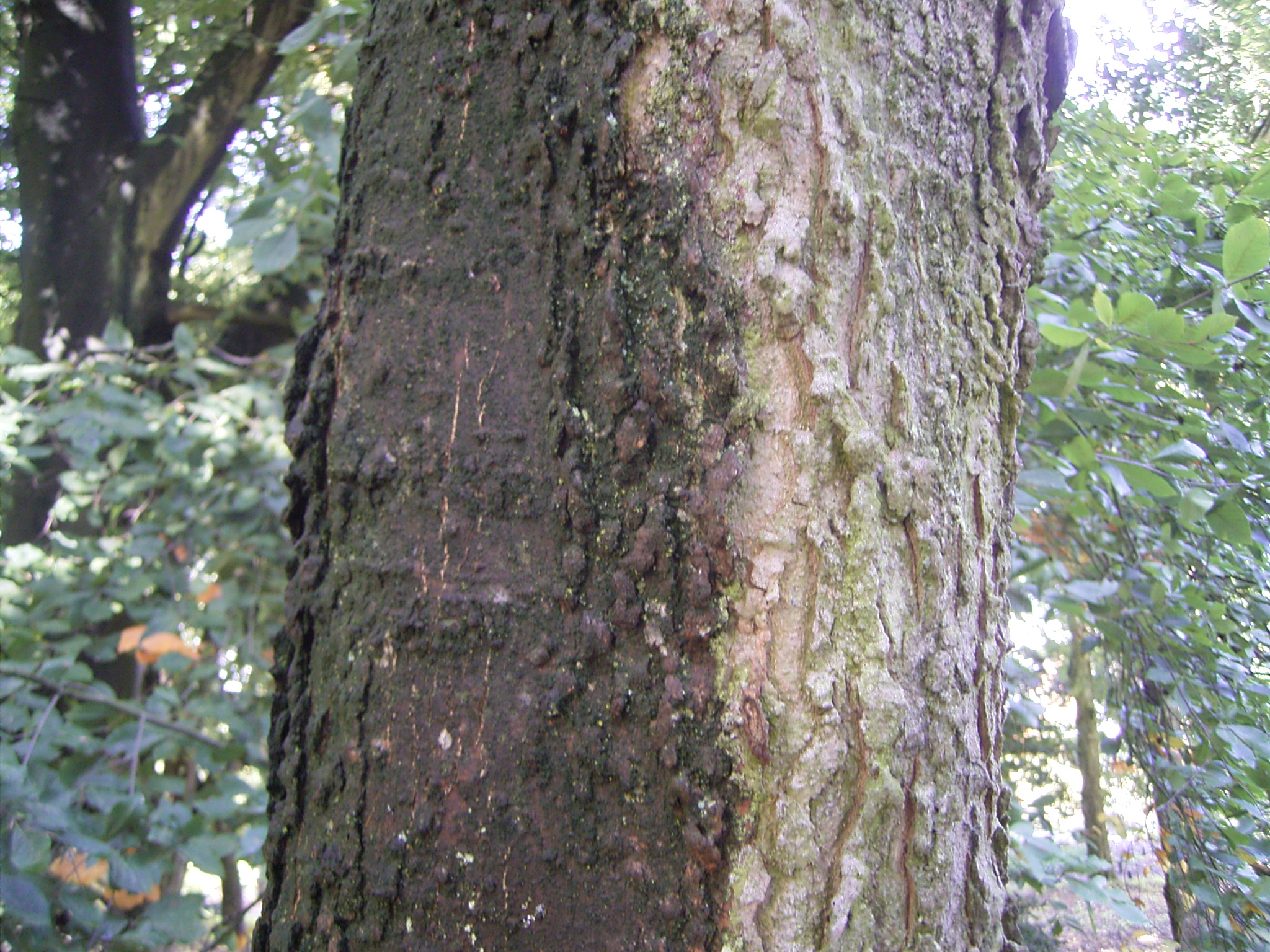
Kérge
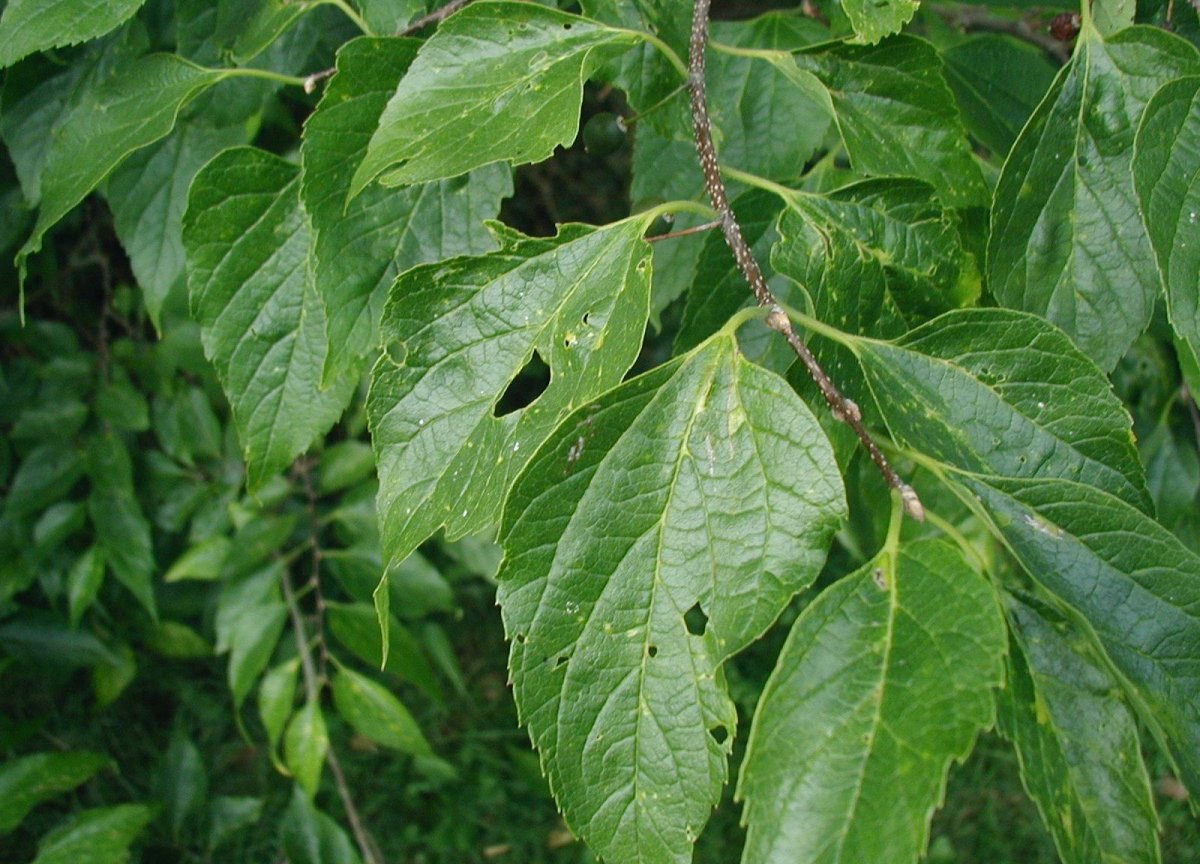
Levelei
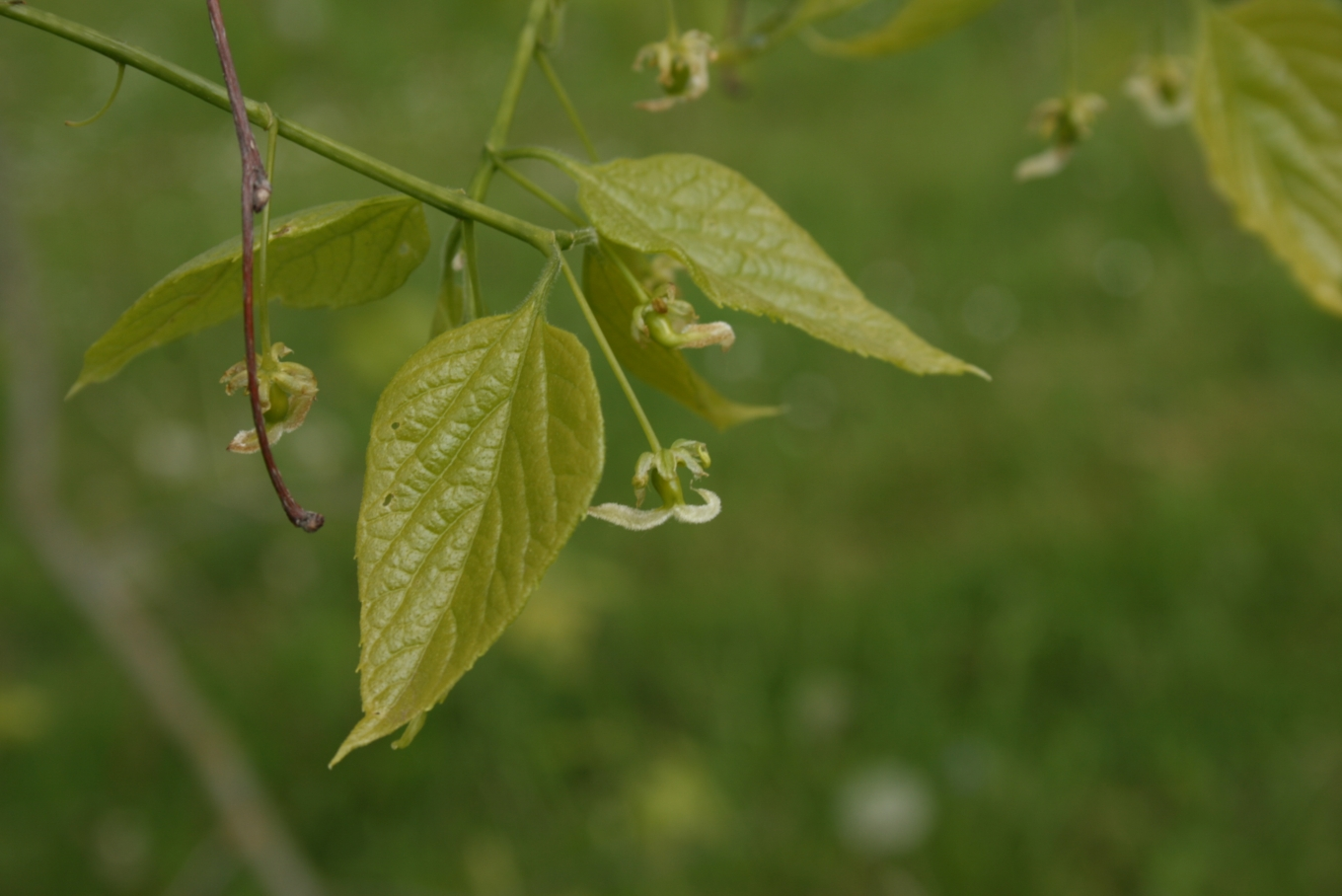
Virága
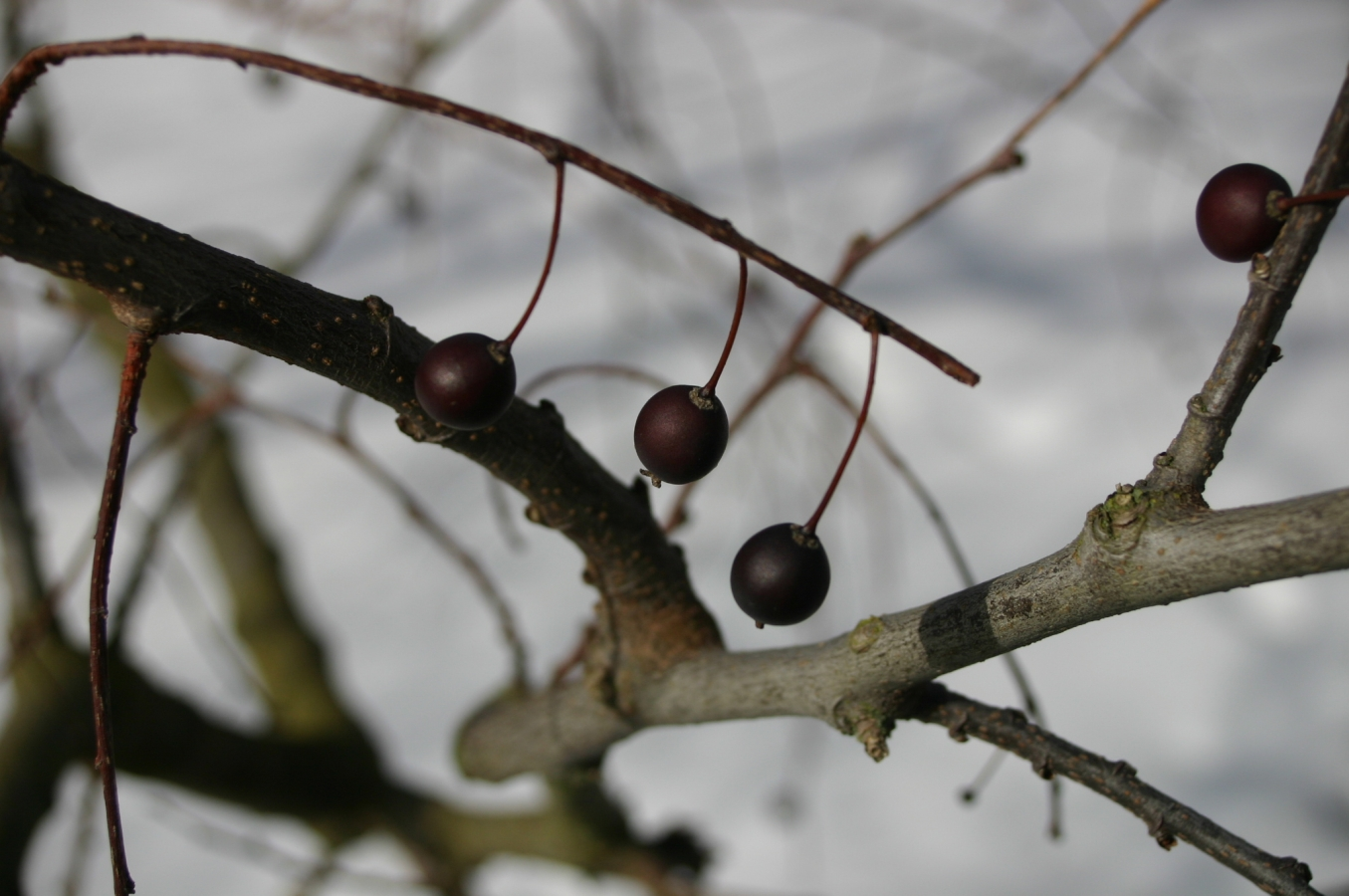
Termése